# Bük
Bük es una ciudad en el condado de Vas, Hungría, muy cercana a la frontera austriaca. Hoy en día  tiene reputación de ser un lugar muy popular para vacacionar, especialmente para quienes tienen como destino Hungría. Es uno de destinos termales más importantes de Europa Central.

## Ubicación
La ciudad está situada a 27 kilómetros  de Szombathely en las llanuras del río Répce. 

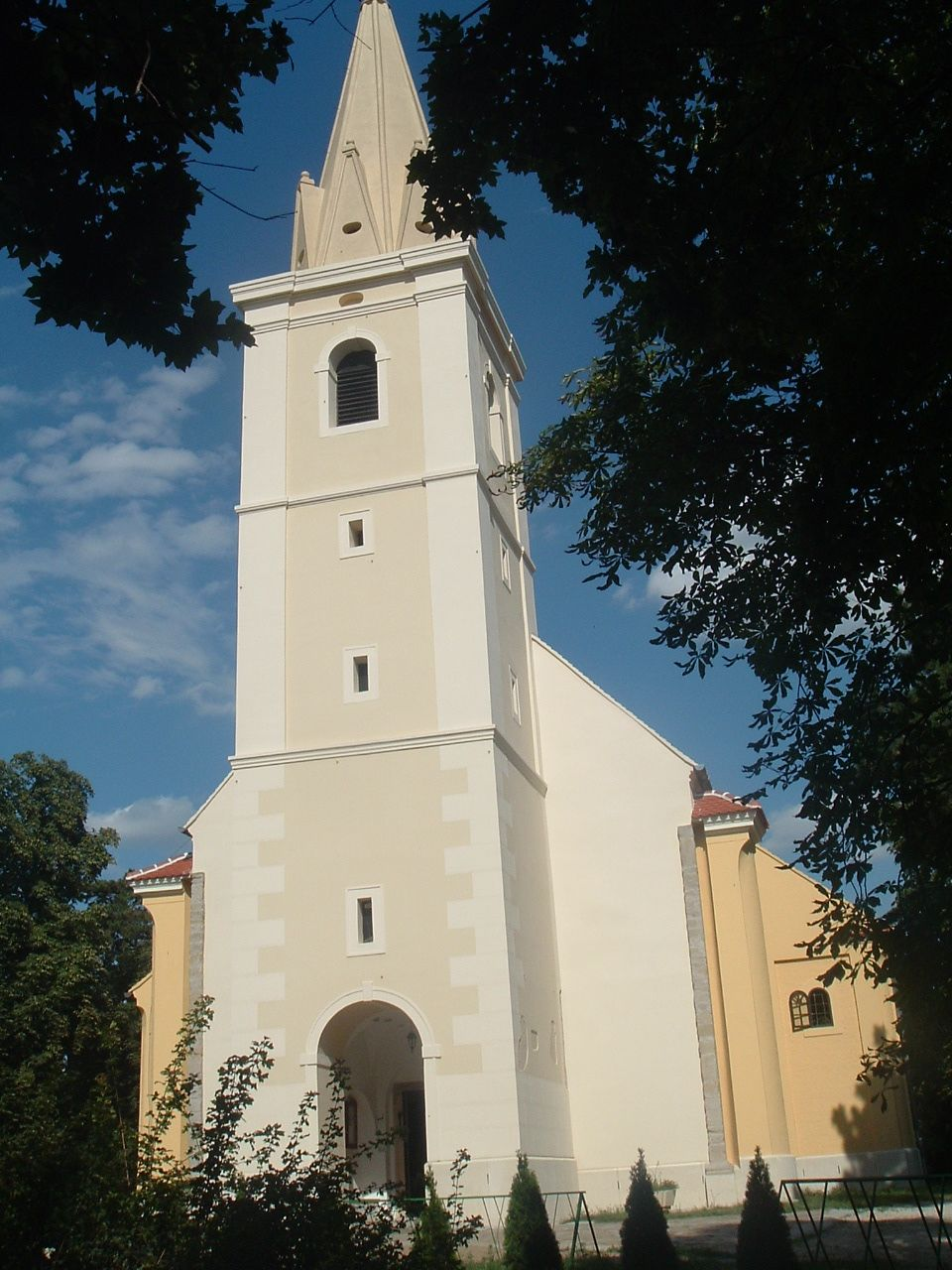
La iglesia católica de Bük, con detalles románicos

## Historia
El pueblo es mencionado por primera vez en las cartas en 1271 con el nombre de Byk. La iglesia fue construida en el siglo XII, por lo que el pueblo puede ser incluso más antiguo. En 1461 el nombre del pueblo es Poss. Vinchefalwa Byk. El topónimo se corresponde con la antigua Vinczlófalva-Bik, que ahora se llama Felső-Bükk. En el siglo XV hubo tres aldeas en el área de Byk: Alsó-Bük, Mankó-Bük y Felsö-Bük. La familia Büki era la propietaria de la zona. Sus descendientes son los Mankóbüki Horváth, Mankóbüki Balogh y las familias Felsőbüki Nagy. Pál Felsőbüki Nagy fue un famoso miembro de la Cámara de Representantes de Hungría en el siglo XIX. Otros terratenientes notables fueron los Condes Cseszneky, que compraron Alsóbük en el siglo XVI.

## Turismo

### Baños
Durante el otoño de 1957, se realizó una investigación para establecer la presencia de petróleo en la región, pero durante la primavera se encontró un manantial de agua caliente. La ciudad construyó unos baños en 1962. Más tarde, el agua se reveló como medicinal y un nuevo baño se levantó en 1972 para ser explotado durante todo el año.
En 1992, se habían desarrollado alrededor del baño varios centros de acampada, pensiones, hoteles, tiendas y restaurantes, y se abrió también un parque recreativo. En la actualidad, los baños termales de Bük son los segundos baños de agua medicinal más grandes de Hungría. Uno de los mejores hoteles de Bük es el Birdland Resort & Spa, el cual obtuvo el galardón como mejor hotel húngaro en 2007.

### La iglesia
La iglesia, construida en  el siglo XIII, estaba dedicada a San Calimán. Más tarde, en 1408, fue restaurada en estilo gótico, y su torre fue reconstruida en 1658. Entre 1732 y 1757 todo el edificio de la iglesia fue renovado en estilo barroco. Los murales son de este período. La Columna de la Virgen María es del siglo XVIII.

### Antiguo Palacio de la Familia Felsőbüki
El antiguo palacio de la familia Felsőbüki fue edificado alrededor del año 1790, por Pál Felsőbüki Nagy. En un principio, se diseñó en el denominado estilo copto. Más tarde, en 1880, fue renovado en estilo ecléctico.

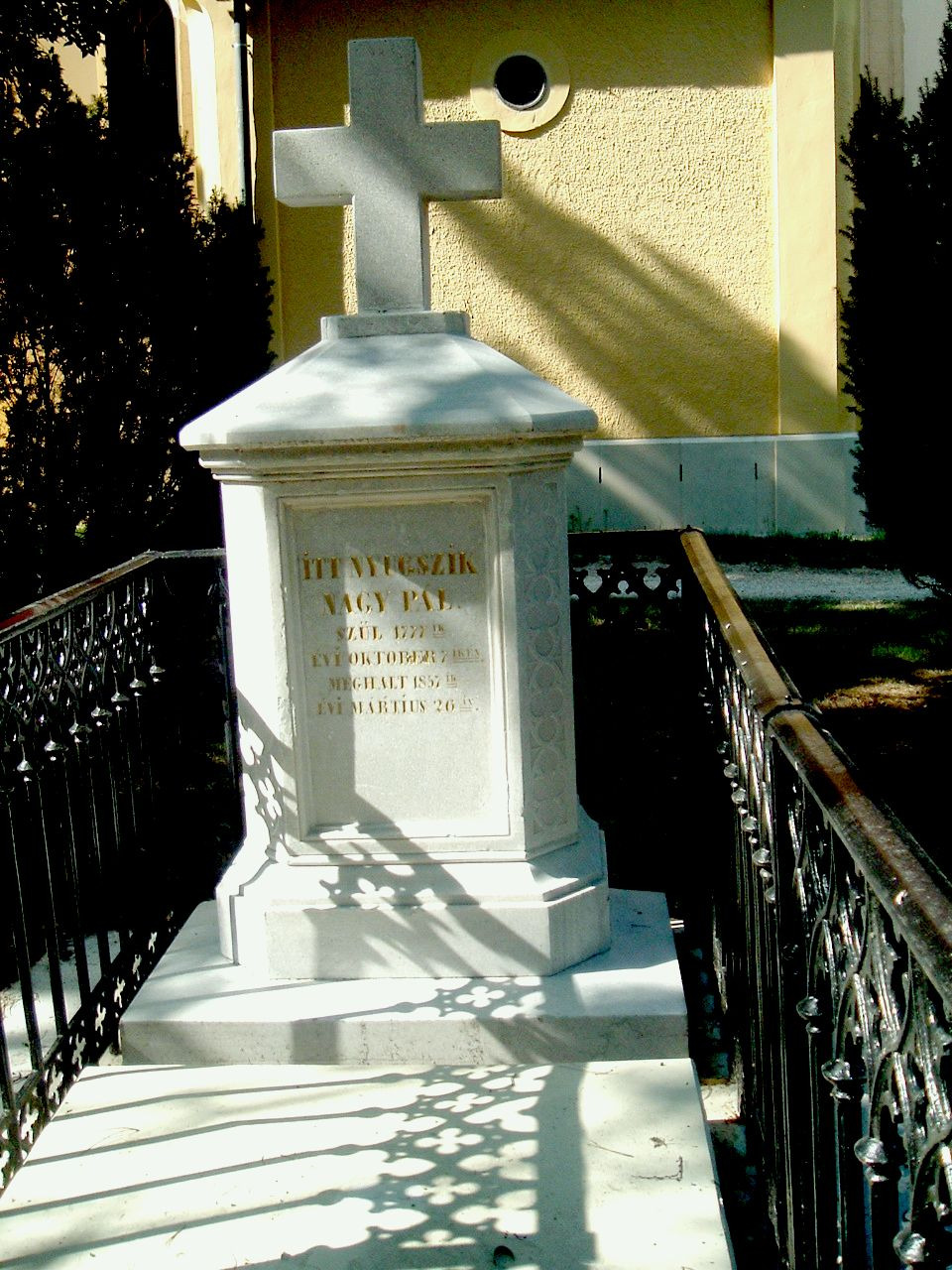
Tumba de Pál Felsőbüki Nagy en el cementerio de la ciudad

## Galería

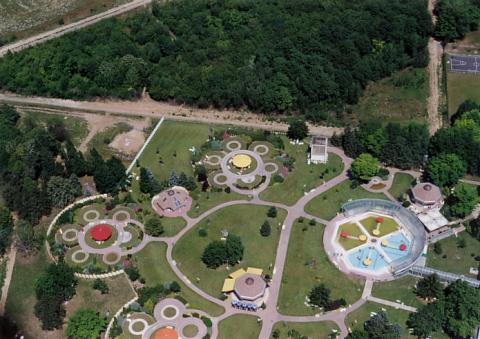
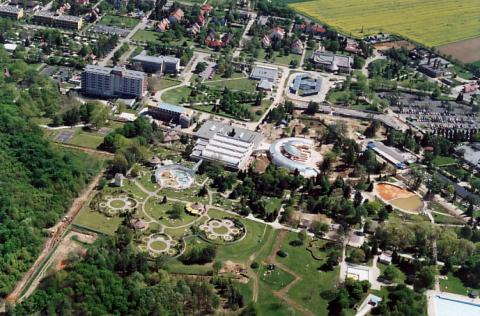
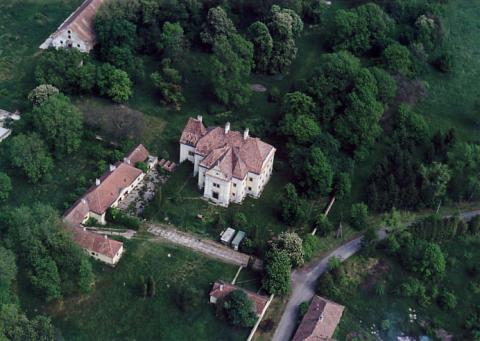
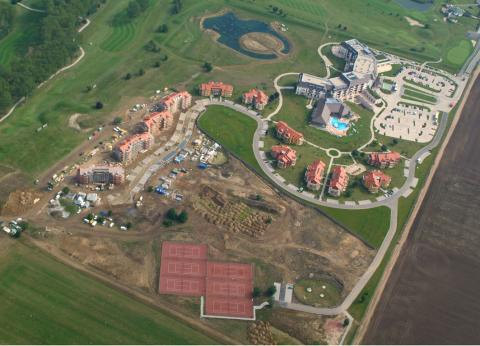

## Ciudades hermanas
- Illingen, Alemania
- Törökbálint, Hungría